# Virginia Slims of Central New York 1976
Il Virginia Slims of Central New York 1976 è stato un torneo di tennis giocato sulla terra rossa. È stata la 5ª edizione del torneo, che fa parte dei Tornei di tennis femminili indipendenti nel 1976. Si è giocato ad Harrison, New York negli USA dal 23 al 29 agosto 1976.

## Campionesse

### Singolare
Beth Norton ha battuto in finale  Ruta Gerulaitis con il punteggio di 1–6, 7–5, 6–3

### Doppio
Patricia Bostrom /  Janice Metcalf hanno battuto in finale  Laura DuPont /  Valerie Ziegenfuss con il punteggio di 6–2 6–3